# Duncker & Humblot
Duncker & Humblot ist ein Wissenschaftsverlag mit Sitz in Berlin, der auf die Publikation wissenschaftlicher Fachliteratur aus den Bereichen Rechts- und Staatswissenschaften, Wirtschafts- und Sozialwissenschaften, Geschichte, Politikwissenschaft, Literaturwissenschaft und Philosophie spezialisiert ist. Jährlich erscheinen über 300 neue wissenschaftliche Monographien und Sammelbände sowie 20 Fachzeitschriften und Jahrbücher. Die Backlist des Verlages umfasst 17.000 lieferbare Titel. Eine verlagseigene eLibrary bietet Zugang zu den elektronischen Veröffentlichungen.

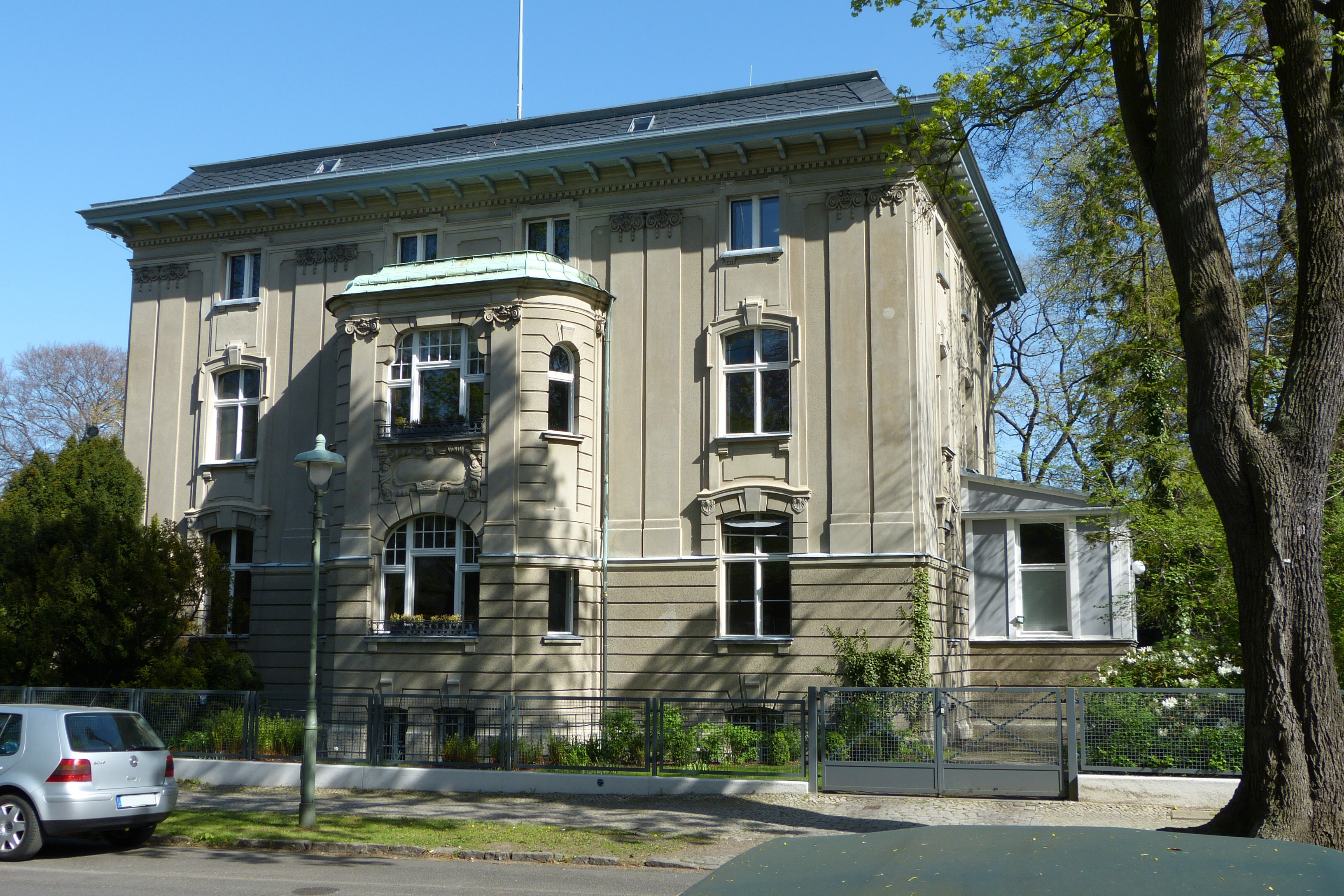
Verlagsgebäude in Berlin-Steglitz

## Geschichte
Heinrich Frölich gründete 1798 in Berlin eine Verlagsbuchhandlung, nachdem er vom Buchhändler Friedrich Vieweg dessen Berliner Privileg erworben hatte. Den Anfang seiner Verlagstätigkeit bildete die Zeitschrift Athenäum, die von den Brüdern August Wilhelm Schlegel und Friedrich Schlegel unter Mitarbeit von Friedrich Schleiermacher und Novalis herausgegeben wurde.
Carl Duncker und Peter Humblot übernahmen 1809 – nach Frölichs Tod – das Geschäft und führten es unter der Firmierung Duncker & Humblot fort. Deren Nachfolger Carl Geibel und Sohn verlegten 1866 den Verlagssitz nach Leipzig. In dem Signet, das der Verlag seit 1867 führt, hält ein flügelschwingender Adler einen Bogen Papier mit dem lateinischen Motto Vincit Veritas (Die Wahrheit siegt) in seinen Krallen.
Nach der Übernahme durch Geibel galt Duncker & Humblot als der wichtigste deutsche Verlag für historische Literatur. Kennzeichnend wurden zunehmend vielbändige Sammelwerke. Leopold von Ranke wurde zum wichtigsten Autor des Verlags, der ab 1827 ausschließlich dort veröffentlichte, eine Ranke-Gesamtausgabe in 54 Bänden erschien 1857 bis 1890.
Von 1915 bis 1933 war der Jurist Ludwig Feuchtwanger – Bruder des Schriftstellers Lion Feuchtwanger – wissenschaftlicher Leiter des Verlages. Aus dieser Zeit stammen die Kontakte zu Rudolf Smend, Carl Schmitt, Max Weber und Georg Simmel. Feuchtwanger veranlasste zudem die Übersetzung zahlreicher Werke des britischen Ökonomen John Maynard Keynes. Nach der Machtübernahme durch die Nationalsozialisten nahm das Schicksal des Verlags schlagartig eine negative Wendung: So war Ludwig Feuchtwanger in der Folgezeit gezwungen, seine Tätigkeit einzustellen. 1943 brannte bei einem alliierten Bombenangriff auf Leipzig das dort befindliche Verlagslager von Duncker & Humblot ab. Trotz der Schließung des Verlags durch die Reichsschrifttumskammer im August 1944 gelang es, die Verlagsarbeit fortzusetzen. Erst zögerlich entwickelte sich die verlegerische Tätigkeit ab 1947 unter Johannes Broermann, der den Verlag 1938 übernommen und den Sitz zurück nach Berlin verlegt hatte. Sie erfuhr jedoch in den folgenden Jahren ein erfolgreiches Wiederaufleben. Nach dem Tod Broermanns (1984) wurde Norbert Simon geschäftsführender Alleingesellschafter und verdoppelte die jährliche Buchproduktion. Im Jahr 2002 trat Florian Simon in die Geschäftsleitung ein. Seit dem Tod Nobert Simons 2013 führt Simon jun. den Verlag alleinverantwortlich.
Seit 2008 publiziert der Verlag auch elektronisch: Alle wissenschaftlichen Zeitschriften sind sowohl als Print als auch in elektronischer Form verfügbar. 2010 wurde die Duncker & Humblot eLibrary lanciert. Sie bietet Zugang zu ca. 9.000 E-Books, über 7.000 Zeitschriftenartikel sowie zahlreichen Open-Access-Publikationen aus den Bereichen Recht, Wirtschaft, Gesellschaft, Politik, Geschichte, Philosophie und Literatur.
Seit 2019 führt der Verlag zudem den Deutschen Betriebswirte-Verlag (DBV) sowie seit 2020 den Verlag Wissenschaft & Praxis (VWP) unter seinem Dach. Viele Standardwerke der beiden Verlage werden unter dem im Herbst 2020 neu gegründeten Imprint Edition Wissenschaft & Praxis (EWP) fortgeführt.
Duncker & Humblot hat im Januar 2023 das Lehrbuchprogramm des Berliner Fachverlags Ewald von Kleist mit dem Themenschwerpunkt Steuern und Rechnungswesen zugekauft.

## Kontroversen
Der Verlag geriet 2013 in die Kritik, weil er eine Oswald-Spengler-Biografie von Sebastian Maaß verlegt hatte. Maaß wurde mangelnde wissenschaftlich-politische Neutralität vorgeworfen. Der Verlag nahm das Buch daraufhin aus dem Angebot. Lothar Kettenacker kritisierte zudem die Veröffentlichung der Ribbentrop-Biografie des geschichtsrevisionistischen Autors Stefan Scheil.
Beim Verlag wurde ebenfalls die Dissertation von Karl-Theodor zu Guttenberg veröffentlicht, die sich als Plagiat herausstellte und bundesweit in den Medien thematisiert wurde.

## Verlagsprogramm – wichtige Werke und Autoren
- Allgemeine Deutsche Biographie (ADB)
- Neue Deutsche Biographie (NDB)
- Schriften des Vereins für Socialpolitik (SVS)
- Journal of Contextual Economics (JCE) – Schmollers Jahrbuch

Zu den ersten Autoren des Verlages gehörten u. a. Johann Wolfgang von Goethe, E. T. A. Hoffmann und Friedrich de la Motte Fouqué. Zu den von Duncker & Humblot verlegten Wissenschaftlern mit einem hohen Bekanntheitsgrad zählen der Philosoph Georg W. F. Hegel, die Soziologen Max Weber, Niklas Luhmann und Georg Simmel sowie die Staatsrechtler Carl Schmitt und Rudolf Smend sowie die Wirtschaftswissenschaftler John Maynard Keynes, Joseph Schumpeter und Ludwig von Mises.

## Reihenveröffentlichungen
Bei Duncker & Humblot erscheinen zahlreiche Schriftenreihen in den Bereichen Rechts- und Staatswissenschaften, Wirtschafts- und Sozialwissenschaften, Geschichte, Politikwissenschaft, Philosophie, Literaturwissenschaft und den Naturwissenschaften, u. a.:
- Abhandlungen zum Deutschen und Europäischen Gesellschafts- und Kapitalmarktrecht (AGK)
- Schriften zum Bürgerlichen Recht (BR)
- Schriften zum Öffentlichen Recht (SÖR)
- Schriften zur Rechtsgeschichte (RG)
- Schriften zur Verfassungsgeschichte (VG)
- Strafrechtliche Abhandlungen. Neue Folge (SRA)
- Schriftenreihe des Max-Planck-Instituts zur Erforschung von Kriminalität, Sicherheit und Recht. Reihe S: Strafrechtliche Forschungsberichte (MPIS)
- Wissenschaftliche Abhandlungen und Reden zur Philosophie, Politik und Geistesgeschichte (PPG)
- German Yearbook of International Law/Jahrbuch für Internationales Recht (GYIL)
- Beiträge zur politischen Wissenschaft (BPW)
- Heidegger Studies/Heidegger Studien/Etudes Heideggeriennes[17]

Ebenso werden immer wieder neue Schriftenreihen in das Programm aufgenommen, z. B.:
- Studien zum Medienrecht (MR)
- Verfassungstheoretische Gespräche (VTG)
- Studien zum vergleichenden Privatrecht / Studies in Comparative Private Law (SVP)
- Studien zum vergleichenden Öffentlichen Recht / Studies in Comparative Public Law (SVÖ)
- Sprache und Medialität des Rechts / Language and Media of Law (SMR)
- Deutsche Geschichtsquellen des 19. und 20. Jahrhunderts (DGQ)
- Comparative Studies in the History of Insurance Law / Studien zur vergleichenden Geschichte des Versicherungsrechts (HIL)

## Zeitschriften
Folgende rechts- und staatswissenschaftliche Fachzeitschriften und Jahrbücher werden bei Duncker & Humblot verlegt:
- Der Staat,
- Die Verwaltung,
- Recht und Politik,
- Rechtstheorie,
- Jahrbuch für Recht und Ethik und
- German Yearbook of International Law;

aus dem Bereich der Wirtschafts- und Sozialwissenschaft:
- Applied Economics Quarterly,
- Credit and Capital Markets – Kredit und Kapital,
- Journal of Contextual Economics – Schmollers Jahrbuch,
- Der Betriebswirt,
- Vierteljahrshefte zur Wirtschaftsforschung und
- ZfKE – Zeitschrift für KMU und Entrepreneurship;
- Sociologia Internationalis,
- Sociologus und
- Sozialer Fortschritt;

aus dem Bereich der Politikwissenschaft:
- Jahrbuch Politisches Denken;

die geschichtswissenschaftlichen Periodika:
- Forschungen zur Brandenburgischen und Preußischen Geschichte,
- Zeitschrift für Historische Forschung und
- die Rezensionszeitschrift Das Historisch-Politische Buch;

aus dem Bereich der Philosophie:
- Hegel-Jahrbuch und
- Heidegger Studies;

sowie in der Literaturwissenschaft:
- Literaturwissenschaftliches Jahrbuch. Neue Folge.

Darüber hinaus bietet der Verlag seine Publikationen auch als Elektronische Zeitschriften an.

## Duncker & Humblot reprints
Die Duncker & Humblot reprints versammeln Werke aus den ersten 150 Jahren der Verlagsgeschichte von der Gründung 1798 bis 1945. Klassiker und Fundstücke werden in diesem Zuge als Print und elektronische Version wieder verfügbar gemacht. Die reprints umfassen u. a. Werke von Gustav Schmoller, G.W. F. Hegel, Leopold von Ranke, Georg Simmel, Marie Luise Enckendorff, Hugo Ball, Alice Salomon und Rosa Luxemburg.

## Imprint
Edition Wissenschaft & Praxis: Die »Edition Wissenschaft & Praxis« (EWP) ist ein im Herbst 2020 gegründeter Imprint unter dem Dach der Duncker & Humblot GmbH. In der Edition erscheinen Hand-, Lehr- und Sachbücher mit Wissenschafts- und Praxisbezug.

## Kooperationen
Seit vielen Jahren arbeitet der Verlag Duncker & Humblot mit zahlreichen renommierten Forschungseinrichtungen und Institutionen zusammen:
- Bundesinstitut für Berufsbildung
- Carl-Schmitt-Gesellschaft
- Deutsches Forschungsinstitut für öffentliche Verwaltung Speyer
- Deutsches Institut für Wirtschaftsforschung
- Ferdinand-Tönnies-Gesellschaft e. V. Kiel
- Finanzwissenschaftliches Forschungsinstitut an der Universität zu Köln
- Forschungsinstitut für Wirtschaftspolitik an der Universität Mainz
- Friedrich-Meinecke-Institut der Freien Universität Berlin
- Geheimes Staatsarchiv Preußischer Kulturbesitz
- Gesellschaft für sozialen Fortschritt e. V.
- Gesellschaft für Wirtschafts- und Sozialkybernetik e. V.
- Görres-Gesellschaft e. V.
- Historische Kommission bei der Bayerischen Akademie der Wissenschaften
- Historische Kommission zu Berlin e. V.
- Institut für Europäisches Wirtschaftsrecht der Universität Erlangen-Nürnberg
- Institut für Geschichtswissenschaften der Humboldt-Universität zu Berlin
- Institut für internationales Recht des Spar-, Giro- und Kreditwesens an der Universität Mainz
- Kommunalwissenschaftliches Institut der Universität Potsdam
- Kulturstiftung der deutschen Vertriebenen, Bonn
- Max-Planck-Institut für Sozialrecht und Sozialpolitik
- Max-Planck-Institut zur Erforschung von Kriminalität, Sicherheit und Recht
- Rheinisch-Westfälisches Institut für Wirtschaftsforschung
- Verein für Socialpolitik
- Walther-Schücking-Institut für Internationales Recht an der Universität Kiel

### Bibliografie
- Verlagskatalog von Duncker & Humblot in Leipzig. 1798–1882. [Brockhaus], [Leipzig] [1882]. (Digitalisierte Ausgabe unter: urn:nbn:de:s2w-8194)
- Norbert Simon (Hrsg.): Duncker & Humblot. Verlagsbibliographie 1798–1945. Duncker & Humblot, Berlin 1998, ISBN 3-428-09800-5 (darin auch: Die Unternehmensgeschichte des Verlages Duncker & Humblot von seiner Gründung 1798 bis zur Gegenwart auf S. 9–68).

### Nachschlagewerke
- Duncker & Humblot. In: Klaus Siebenhaar (Hrsg.): Kultur-Handbuch Berlin. Geschichte & Gegenwart von A–Z. 3. überarbeitete Auflage. Bostelmann & Siebenhaar, Berlin 2004, ISBN 3-936962-12-X, S. 502.
- Duncker & Humblot GmbH, Berlin. In: Reinhard Würffel (Red.): Würffels Signete-Lexikon. Über 4500 deutschsprachige Verlage, 11000 Signete. Grotesk Verlag, Berlin 2010, ISBN 978-3-9803147-3-2, S. 399.